# Grand Prix automobile d'Allemagne 1975
Résultats du Grand Prix d'Allemagne de Formule 1 1975 qui a eu lieu sur le Nürburgring le 3 août 1975.

## Classement
| Pos  | N° | Pilote             | Écurie          | Tours | Temps/Abandon     | Grille | Points |
| ---- | -- | ------------------ | --------------- | ----- | ----------------- | ------ | ------ |
| 1    | 7  | Carlos Reutemann   | Brabham-Ford    | 14    | 1 h 41 min 14 s 1 | 10     | 9      |
| 2    | 21 | Jacques Laffite    | Williams-Ford   | 14    | + 1 min 37 s 7    | 15     | 6      |
| 3    | 12 | Niki Lauda         | Ferrari         | 14    | + 2 min 23 s 3    | 1      | 4      |
| 4    | 16 | Tom Pryce          | Shadow-Ford     | 14    | + 3 min 31 s 4    | 16     | 3      |
| 5    | 22 | Alan Jones         | Hill-Ford       | 14    | + 3 min 50 s 3    | 21     | 2      |
| 6    | 19 | Gijs Van Lennep    | Ensign-Ford     | 14    | + 5 min 05 s 5    | 24     | 1      |
| 7    | 29 | Lella Lombardi     | March-Ford      | 14    | + 7 min 30 s 4    | 25     |        |
| 8    | 25 | Harald Ertl        | Hesketh-Ford    | 14    | + 7 min 40 s 9    | 23     |        |
| 9    | 4  | Patrick Depailler  | Tyrrell-Ford    | 13    | + 1 tour          | 7      |        |
| 10   | 27 | Mario Andretti     | Parnelli-Ford   | 12    | Panne d'essence   | 13     |        |
| Abd. | 24 | James Hunt         | Hesketh-Ford    | 10    | Distributeur      | 9      |        |
| Abd. | 11 | Clay Regazzoni     | Ferrari         | 9     | Moteur            | 5      |        |
| Abd. | 23 | Tony Brise         | Hill-Ford       | 9     | Accident          | 17     |        |
| Abd. | 3  | Jody Scheckter     | Tyrrell-Ford    | 7     | Accident          | 3      |        |
| Abd. | 17 | Jean-Pierre Jarier | Shadow-Ford     | 7     | Crevaison         | 12     |        |
| Abd. | 8  | Carlos Pace        | Brabham-Ford    | 5     | Suspension        | 2      |        |
| Abd. | 30 | Wilson Fittipaldi  | Copersucar-Ford | 4     | Moteur            | 22     |        |
| Abd. | 10 | Hans-Joachim Stuck | March-Ford      | 3     | Moteur            | 7      |        |
| Abd. | 1  | Emerson Fittipaldi | McLaren-Ford    | 3     | Suspension        | 8      |        |
| Abd. | 9  | Vittorio Brambilla | March-Ford      | 3     | Suspension        | 11     |        |
| Abd. | 6  | John Watson        | Lotus-Ford      | 2     | Suspension        | 14     |        |
| Abd. | 5  | Ronnie Peterson    | Lotus-Ford      | 1     | Embrayage         | 18     |        |
| Abd. | 28 | Mark Donohue       | March-Ford      | 1     | Pneumatique       | 19     |        |
| Abd. | 2  | Jochen Mass        | McLaren-Ford    | 0     | Accident          | 6      |        |
| Abd. | 20 | Ian Ashley         | Williams-Ford   | 0     | Accident          | 20     |        |
| Nq.  | 35 | Tony Trimmer       | Maki-Ford       |       | Non qualifié      |        |        |

Légende :
- Abd.=Abandon.

## Pole position et record du tour
- Pole position : Niki Lauda en 6 min 58 s 6 (vitesse moyenne : 196,383 km/h).
- Meilleur tour en course : Clay Regazzoni en 7 min 06 s 4 au 7e tour (vitesse moyenne : 192,791 km/h).

## Tours en tête
- Niki Lauda : 9 (1-9)
- Carlos Reutemann : 5 (10-14)

## À noter
- 4e victoire pour Carlos Reutemann.
- 18e victoire pour Brabham en tant que constructeur.
- 85e victoire pour Ford Cosworth en tant que motoriste.